# Vladimir Droujnikov
 (novembre 2018).
Si vous disposez d'ouvrages ou d'articles de référence ou si vous connaissez des sites web de qualité traitant du thème abordé ici, merci de compléter l'article en donnant les références utiles à sa vérifiabilité et en les liant à la section « Notes et références ».
Pour les articles homonymes, voir Droujnikov.
Vladimir Vassilievitch Droujnikov (Владимир Василевич Дружников) est un acteur soviétique russe, né le 30 juin 1922 à Moscou et mort le 20 février 1994 à Moscou.

## Biographie
Le père de Vladimir Droujnikov est militaire. Après ses études secondaires, il entre à l'école du théâtre central pour enfants de Moscou, puis en 1941 à l'école du MKhat (théâtre d'art de Moscou). En 1943, Il est remarqué, pour sa beauté, par le réalisateur Vladimir Petrov qui projette de faire une adaptation des Innocents coupables d'Alexandre Ostrovski. Il recherche justement un jeune acteur pour le rôle de Neznamov. Le futur acteur accepte, ce qui provoque son renvoi de l'école : en effet les élèves qui tournaient au cinéma ne pouvaient poursuivre leurs études au MKhat.
Il ne regrette pas son choix car le film, paru en 1945 au moment de la victoire de l'URSS dans la Grande Guerre patriotique, fut un succès notable. Ensuite Alexandre Ptouchko lui proposa le rôle de Daniel dans La Fleur de pierre, d'après le conte de Pavel Bajov. Il tourna ensuite avec Ivan Pyriev pour le Récit de la terre sibérienne, ce qui lui valut son premier prix Staline, et Constantin Zaslonov consacré au héros de la guerre contre l'Allemagne nazie, interprétation qui fut récompensée aussi par un prix Staline.
Il tourne alors avec succès dans des dizaines de films et devient un acteur célèbre de ces années-là.
Il est aussi connu pour son travail dans le doublage. Il est notamment la voix russe de Gojko Mitić, Jean Marais et Yul Brynner.
Mort le 20 février 1994 à Moscou, Vladimir Droujnikov est inhumé au cimetière Troïekourovskoïe.

## Filmographie
- 1945 : Innocents coupables de Vladimir Petrov : Grigori
- 1946 : Glinka (Глинка) de Leo Arnchtam : Kondrati Ryleïev
- 1946 : La Fleur de pierre (Каменный цветок) d'Alexandre Ptouchko : Danila
- 1947 : Le Dit de la terre sibérienne (Сказание о земле сибирской) d'Ivan Pyriev : Andreï Balachov
- 1949 : Konstantin Zaslonov (Константин Заслонов) de Alexandre Feinzimmer : Konstantin Zaslonov
- 1950 : Le Complot des condamnés (Заговор обречённых, Zagovor Obretchionnikh) de Mikhaïl Kalatozov : Marc Pino
- 1950 : Les Mineurs du Don (Донецкие шахтёры) de Leonid Loukov : Trofimenko
- 1953 : L'Amiral tempête (Адмирал Ушаков, Admiral Ushakov) de Mikhaïl Romm : Vassiliev
- 1953 : L'Honneur d'un camarade (Честь товарища) de Nikolaï Lebedev
- 1953 : Les Navires à l'assaut des bastions (Корабли штурмуют бастионы) de Mikhaïl Romm : Vassiliev
- 1954 : Les Sentiers dangereux (Опасные тропы) d'Alexandre Alekseiev : Vasili Jeludev
- 1955 : La Cigale (Попрыгунья) de Samson Samsonov : Riabovski
- 1956 : Les premières joies (Первые радости, Pervye radosti) de Vladimir Bassov : Tsvetoukhine
- 1957 : Un été extraordinaire (Необыкновенное лето, Neobyknovennoïe leto) de Vladimir Bassov : Tsvetoukhine
- 1959 : Des gens sur le pont (Люди на мосту) de Alexandre Zarkhi : Pavel Odintsov
- 1961 : Deux vies (Две жизни) de Leonid Loukov : Kirill Borozdine
- 1964 : Les Trois Sœurs (Три сестры) de Samson Samsonov : Soleny
- 1965 : L'Hyperboloïde de l'ingénieur Garine (Гиперболоид инженера Гарина) d'Aleksandr Gintsburg : Arthur
- 1965 : Mission extraordinaire (Чрезвычайное поручение) de Stepan Kevorkov : Neledetski
- 1966 : Non et oui (Нет и да) de Arkadi Koltsaty : Vorontsov
- 1967 : Le Dixième Pas (Десятый шаг) de Viktor Ivtchenko : Romanenko
- 1968 : Le Moine mystérieux (Таинственный монах) d'Arkadi Koltsaty : capitaine Vorontsov
- 1970 : Caractère marin (Морской характер) de Vassili Jouravlev : commissaire Filatov
- 1970 : Waterloo de Serge Bondartchouk : Gérard
- 1971 : Les Officiers (Офицеры) de Vladimir Rogovoï : Georgi Petrovitch
- 1978 : L'Auberge de la rue Piatnitskaïa (Трактир на Пятницкой) d'Alexandre Feinzimmer : Volokhov
- 1985 : Bagration de Giuli Chokhonelidze et Karaman Mgeladze : Guillaume de Saint-Priest
- 1989 : La Visite de la dame (Визит дамы) de Mikhaïl Kozakov : Bobby, le valet
- 1989 : Le Détective privé, ou opération Coopération (Частный детектив, или Операция «Кооперация») de Leonid Gaïdaï : passager d'avion

## Doublage
- 1964 : Le Mystère de la troisième planète : capitaine Kim (voix)
- 1967 : Chingachgook, le Grand Serpent : Chingachgook (V.O. Gojko Mitić)
- 1968 : Spur des Falken : Faucon Perçant (V.O. Gojko Mitić)
- 1981 : Fantomas : Fantômas (V.O. Jean Marais)
- 1982 : Tootsie : Michael Dorsey (V.O. Dustin Hoffman)

## Distinctions
- prix Staline (1948), pour le film Le Dit de la terre Sibérienne
- prix Staline (1950), pour le film Konstantin Zaslonov
- Ordre de l'Insigne d'honneur (1950, 1982)

## Source de la traduction
- (ru) Cet article est partiellement ou en totalité issu de l’article de Wikipédia en russe intitulé « Дружников, Владимир Васильевич » (voir la liste des auteurs).